# Extinção do Triássico-Jurássico
A Extinção do Triássico-Jurássico foi uma extinção em massa ocorrida há 200 milhões de anos, tendo sido uma das mais severas do eon Fanerozóico, afetando profundamente a vida na Terra. Entretanto, a visão de que um único evento tenha provocado a extinção triássica vem sendo substituída pela ideia de que grupos como amonoides, biválvios, conodontes e alguns vertebrados experimentaram múltiplas ou prolongadas extinções através do Neotriássico, enquanto outros grupos praticamente não foram afetados. Assim, ao invés de uma única extinção em massa no final do Triássico, o Neotriássico deveria ser caracterizado como um intervalo de elevadas taxas de extinção (uma prolongada crise biótica), evolvendo vários eventos distintos de extinção, durante os últimos 15 Ma do período.
- Grupos diretamente afetados:

No mar , as faunas dos recifes foram dizimadas, os amonoides e equinodermos quase foram extintos, enquanto braquiópodes, gastrópodes e biválvios foram profundamente abalados.
Em terra, os últimos anfíbios labirintodontes também desapareceram assim como os diápsidos arcossauros que permitiu aos dinossauros desempenharem papel dominante no período Jurássico e posteriormente no período Cretáceo. 
Diversas teorias tentam explicar a extinção do Triássico-Jurássico, mas todas são refutáveis:
- Muitos sugerem uma mudanças no clima e no nível dos oceanos, mas isto não explica as extinções massivas no reino marinho.
- Sugere-se também o impacto de asteróide, mas nenhuma cratera proveniente daquela época foi encontrada até então.
- A mais provável das teorias é que erupções vulcânicas maciças teriam sido responsáveis por tal extinção, elas teriam liberado quantidades imensas de dióxido de carbono e dióxido de enxofre que teriam causado um aquecimento global intenso e depois um resfriamento.
- Extravasamento de lava conhecido como CAMP-Central Atlantic Magmatic Province, ocorrido no final do Triássico com a abertura do Atlântico, pode ter influenciado a extinção, apesar de não existir uma explicação para seu preciso mecanismo de ação [2][1]